# Зоряна брама SG-1 (сезон 7)
Сьомий сезон Зоряної брами SG-1, американсько-канадського телевізійного серіалу, вийшов в ефір 13 червня 2003 року на телеканалі Sci Fi. Сьомий сезон завершився після показу 22 епізодів 9 березня 2004 року на британському розважальному каналі Sky One, який випередив телеканал Sci-Fi в середині сезону. Серії були створені Бредом Райтом і Джонатаном Ґласнером. Постійний акторський склад сьомого сезону включав Річарда Діна Андерсона, Аманди Таппінг, Крістофера Джаджа, Майкла Шенкса та Дон С. Девіса.

## Епізоди
| No. in series | Номер серії в сезоні | Назва                  | Режисер        | Сценарій                                                           | Дата показу                     |
| ------------- | -------------------- | ---------------------- | -------------- | ------------------------------------------------------------------ | ------------------------------- |
| 133           | 1                    | «Грішний»              | Мартін Вуд     | Роберт Купер                                                       | 13 червня 2003 (Sci Fi Channel) |
| 134           |                      |                        |                |                                                                    |                                 |
| 11            | 3                    | «Еволюція»             | Пітер де Луіс  | Сюжет: Деміан Кіндлер і Майкл Шенкс Телепостановка: Деміан Кіндлер | 22 серпня 2003 (Sci Fi Channel) |
| 12            | 3                    | «Еволюція (Частина 2)» | Peter DeLuise  | Story: Damian Kindler & Michael Shanks Teleplay: Damian Kindler    | 15 грудня 2003 (Sky One)        |
| 13            | 4                    | «Грейс»                | Peter Woeste   | Damian Kindler                                                     | 6 січня 2004 (Sky One)          |
| 14            | 4                    | «Побічний ефект»       | Буде визначено | Буде визначено                                                     | 15 грудня 2003 (Sky One)        |
| 15            | 4                    | «Химера»               | Вільям Верінг  | Story: Robert C. Cooper Teleplay: Damian Kindler                   | 20 січня 2004 (Sky One)         |